# Radulomycetaceae
Radulomycetaceae Leal-Dutra, Dentinger & G.W. Griff. – rodzina grzybów należąca do rzędu pieczarkowców (Agaricales).

## Systematyka
Pozycja w klasyfikacji według Index Fungorum: Radulomycetaceae, Agaricales, Agaricomycetidae, Agaricomycetes, Agaricomycotina, Basidiomycota, Fungi.
Jest to takson utworzony w 2020 roku. Na podstawie badań filogenetycznych włączono do niego niektóre gatunki wcześniej zaliczane do rodziny piórniczkowatych (Pterulaceae).
Według aktualizowanej klasyfikacji CABI databases bazującej na Dictionary of the Fungi do rodziny tej należą rodzaje:
- Aphanobasidium Jülich 1979
- Radulomyces M.P. Christ. 1960 – woskownik
- Radulotubus Y.C. Dai, S.H. He & C.L. Zhao 2016[2].

Polskie nazwy na podstawie pracy Władysława Wojewody z 2003 r.